# أفعى بقلاوية
الأفعى البقلاوية أو الحنش البقلاوي  تدعى أيضا العربيد النقدي (الاسم العلمي: Hemorrhois nummifer أو Coluber nummifer) هي نوع من أنواع الثعابين التي تنتمي لعائلة أحناش.

## النطاق الجغرافي
يتواجد هذا النوع من الأفاعي في أرمينيا، وشمال القوقاز، وقبرص، وشمال شرق مصر، واليونان (في الجزر الإيجية ويشمل ذلك كاليمنوس، كوس، وليبسي)، وشمال شرق إيران، وشمال العراق، وشمال ووسط فلسطين، والأردن، وشرق كازاخستان، وقيرغيزستان، ولبنان، وروسيا، وسوريا، وطاجيكستان، وتركيا، وتركمانستان، وأوزبكستان.

## الوصف
يمكن أن ينمو هذه النوع من الأفاعي إلى طول يبلغ حوالي متر ونصف، ولا تعتبر هذه الأفاعي ضارة أو خطيرة للبشر (غير سامة). يمتد على طول ظهر جسدها بقع بنية اللون. أحيانًا ما؛ يتم الظن بشكل خاطئ والخلط بالتمييز بين هذه الأفاعي والأفاعي السامة الخطرة، ولكن يمكن التمييز بشكل ناجع بينهما لأن هذا النوع (الأفعى البقلاوية غير السامة وغير الخطرة) تفتقر إلى شكل الجسم القصير والثخين والعريض، ولا تكون البقع المتواجدة عليها متصلة ببعضها البعض أو غير مفصولة عن بعضها، مثل أنواع الأفاعي السامة التي تنتشر في إقليم المناطق التي تتواجد بها. هذا الحنش هو حيوان مفترس نهاري ويبحث عن الطعام بشكل نشيط وفعال، يتكون نظامه الغذائي بشكل أساسي من القوارض والسحالي والطيور والثعابين الأخرى.

## معرض صور

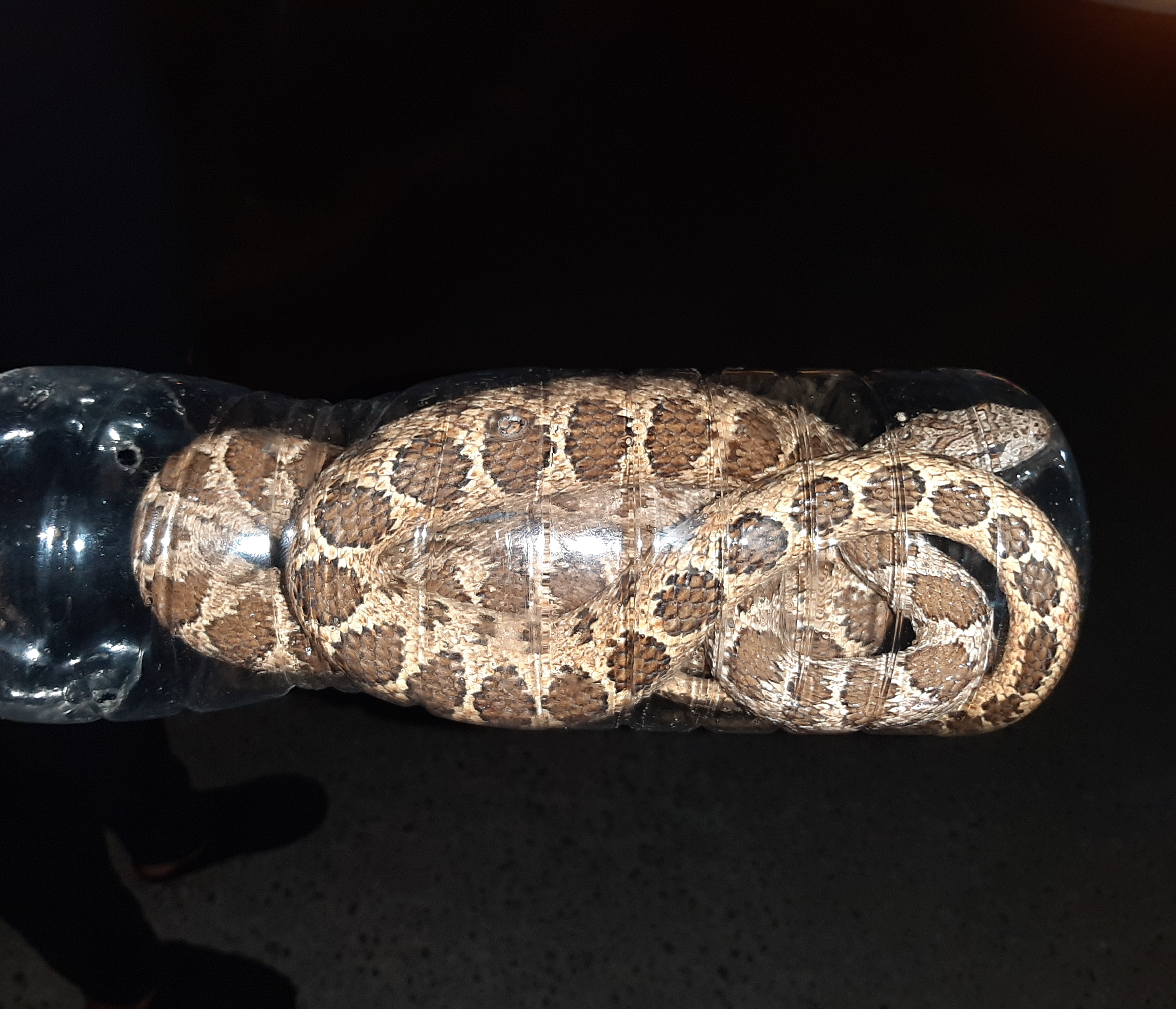
أفعى بقلاوية محصورة في قنينة، تم القبض عليها بجانب منزل في فلسطين

## روابط خارجية
- من موقع إيطالي عن الزواحف والبرمائيات في أوروبا
- دخول المتسابق الآسيوي من موقع الطبيعة الإسرائيلي